# Sun4d

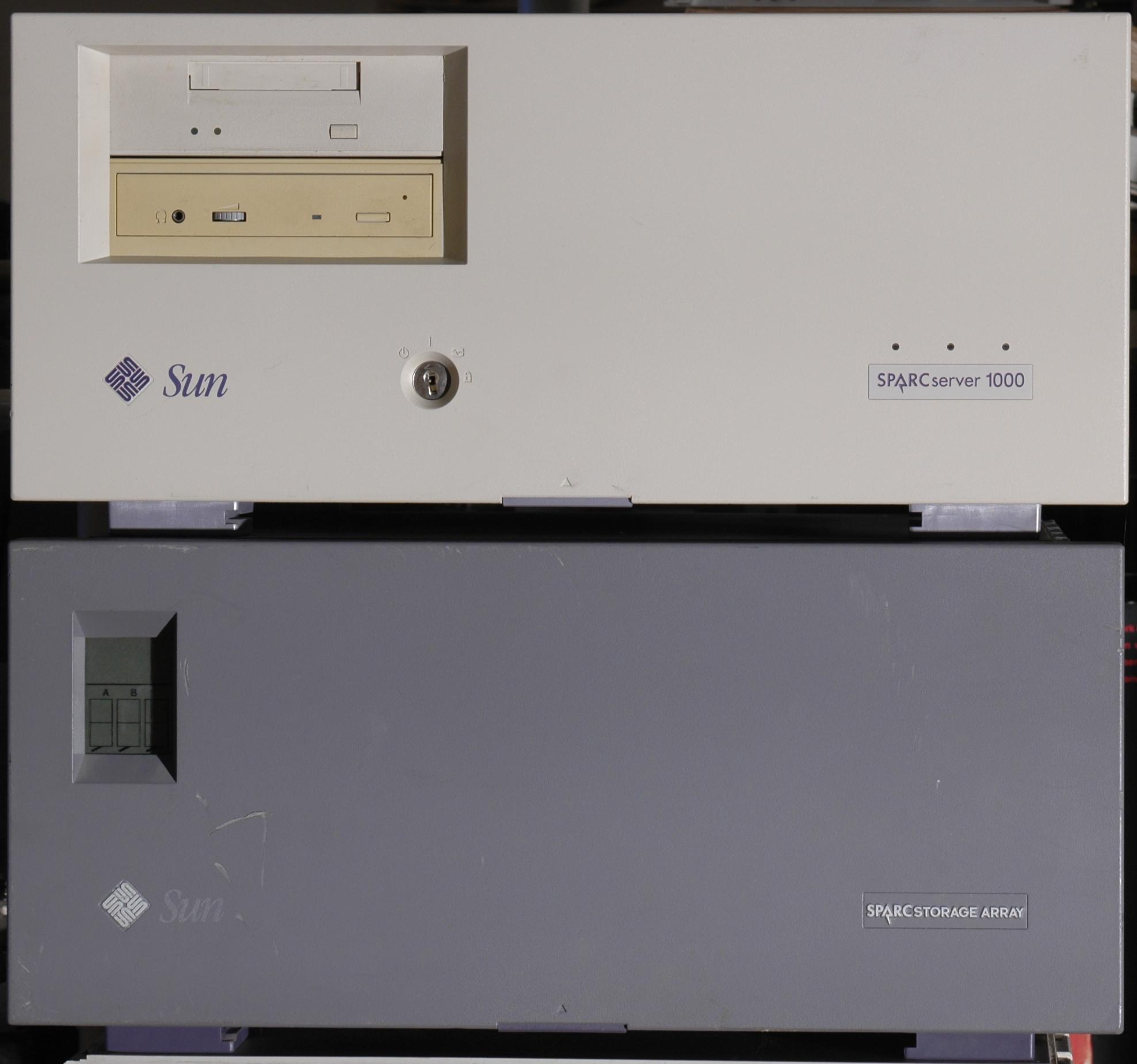
SPARCserver 1000 и SPARCstorage Array

Sun4d - компьютерная архитектура, представленная Sun Microsystems в 1992 году как дальнейшее развитие ранней архитектуры Sun-4 с использованием пакетной системной шины XDBus, процессоров SuperSPARC и шины SBus. XDBus стала результатом сотрудничества между Sun и Xerox, её имя идёт от раннего проекта Xerox Dragon. Это были самые большие машины Sun того времени; на этой архитектуре были впервые предприняты попытки Sun создать мейнфреймы.

## Машины на основе Sun4d

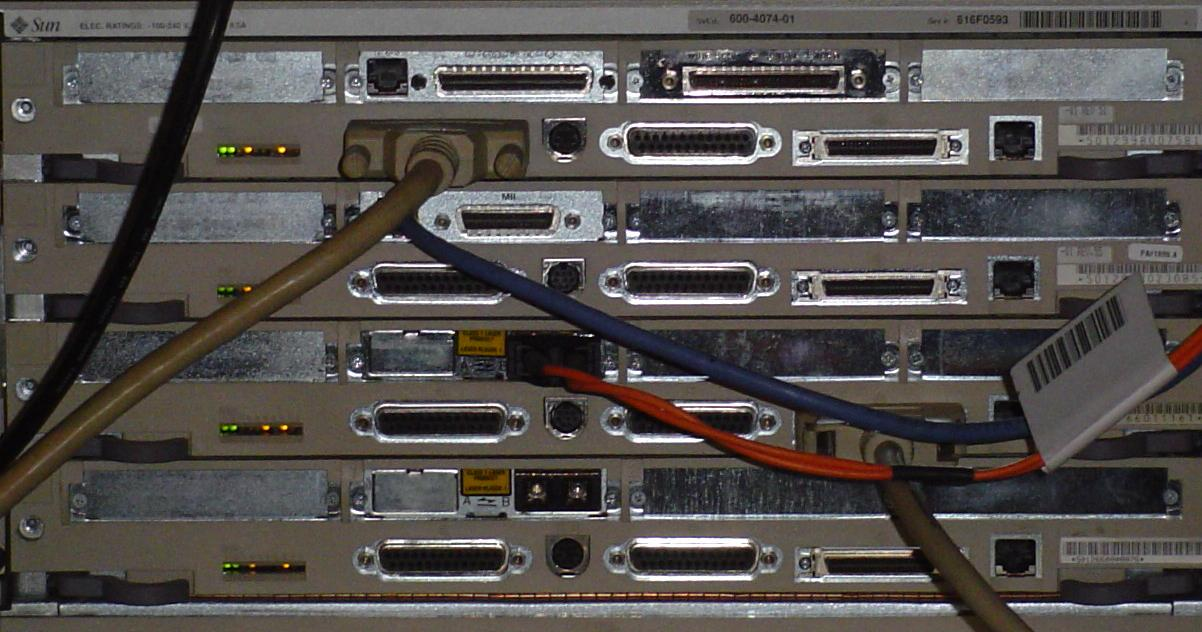
Вид сзади сервера Sun SPARCserver-1000E

Компьютеры на основе Sun4d включают SPARCcenter 2000 (1992) и SPARCcenter 1000 (1993) от Sun Microsystems, а также Cray CS6400 (1993) от Cray Research. Системные платы на этих машинах немного разные по физическим и электронным характеристикам и поэтому не являются взаимозаменямыми.

### SPARCserver 1000
Максимальная конфигурация: 8 процессоров и 2 ГБ оперативной памяти.

### SPARCcenter 2000
Максимальная конфигурация: 20 процессоров  и 5 ГБ оперативной памяти.
Для связи процессоров использовалась общая шина (shared bus)

### Cray Superserver 6400
Максимальная конфигурация: 64 процессора и 16 ГБ оперативной памяти.

## Производительность
| System  | Processors | geometric mean rate_int92 | 008 espresso SPEC rate | 022 li SPEC rate | 023 eqntott SPEC rate | 026 compress SPEC rate | 072 sc SPEC rate | 085 gcc SPEC rate |
| ------- | ---------- | ------------------------- | ---------------------- | ---------------- | --------------------- | ---------------------- | ---------------- | ----------------- |
| CS6400  | 64         | 101969                    | 98449                  | 147287           | 139144                | 32849                  | 214882           | 78932             |
| SC2000E | 20         | 53714                     | 46817                  | 54551            | 74541                 | 28564                  | 107441           | 41111             |
| SS1000E | 8          | 21758                     | 19578                  | 26184            | 26089                 | 11680                  | 45238            | 15014             |

## ОС
Поддержка sun4d прекратилась в Solaris 9 версии 9/05.